# Liste automatischer spurgeführter Systeme
Liste automatischer spurgeführter Systeme:
- SIPEM (Siemens People Mover, eingestellt)
  - H-Bahn Dortmund (seit 1984 innerhalb der Universität, 1993 Erweiterung und Anbindung an den ÖPNV)
  - Düsseldorf Skytrain am Flughafen Düsseldorf (seit 2002 bzw. 2006 nach zwischenzeitlicher Stilllegung wegen erheblicher technischer Probleme)

- Siemens Trainguard MT CBTC
  - Métrolinie 1 (Paris) (voll automatisiert seit 2012)
  - Métrolinie 14 (Paris) (Planbetrieb seit 1998)
  - Métro Lyon Linie D, inzwischen auch Linie B
  - Metro Barcelona Linie 9 und Linie 10 (in Betrieb seit 2009/2010)

- Siemens Véhicule automatique léger (VAL)
  - Métro Lille (seit 1983)
  - Métro Toulouse (seit 1993)
  - Métro Rennes (seit 2002)
  - Metro Turin (seit 2006)
  - CDGVAL (seit 2007)
  - Orlyval zum Flughafen Paris-Orly (Planbetrieb seit 1991)

- Siemens Trainguard Sirius (ehemals Invensys)
  - Marmaray (seit 2013)

- Bombardier Innovia APM
  - KLIA Aerotrain am Flughafen Kuala Lumpur (Planbetrieb seit 1998)
  - PTS (People Transporting System) am Flughafen München
  - SkyLine am Flughafen Frankfurt (Planbetrieb seit 1994)
  - Stansted Airport Transit System am Flughafen London-Stansted (seit 1991)

- Mitsubishi Crystal Mover

- AnsaldoBreda Driverless Metro
  - Metro Kopenhagen (seit 2002)
  - Metro Mailand Linien 4 und 5 (seit 2013)
  - Metro Brescia (seit 2013)
  - Metro Rom Linie C (seit 2014)
  - Metro Taipei (geplant ab 2012)
  - Metro Thessaloniki (seit 2024)

- Linien der MRT Singapur
  - Northeast Line (Eröffnung 2003)
  - Circle Line (Eröffnung 2009)
  - Downtown Line (Eröffnung 2013)
  - Thomson-East Coast Line (Eröffnung 2020)

- Diverse
  - U-Bahn Serfaus (seit 1986), Österreich
  - Coaster (Personentransportsystem)
  - Kelana Jaya Line in Kuala Lumpur, Malaysia
  - Metro Budapest Linie 4 (seit 2014), Ungarn
  - Métro Lausanne Linie m2 (Planbetrieb seit 2008), Schweiz
  - Skymetro am Flughafen Zürich (seit 2003), Schweiz

- Weitere automatische U-Bahnen 
  - SelTrac (U-Bahn Berlin: U4 bis 1993)
  - RUBIN der U-Bahn Nürnberg (Planbetrieb seit 2008)
  - Docklands Light Railway (DLR) in London (Planbetrieb seit 1987)
  - Metro Dubai
  - Metro Sydney